# Neposlušnik
Neposlušnik (Непослушник) è un film del 2022 diretto da Vladimir Kott.

## Trama
Dima è un blogger a cui piace fare scherzi piuttosto pesanti pur di aumentare la sua popolarità. Un giorno decide di vandalizzare i muri della chiesa dove presta servizio come parroco un suo vecchio amico. L'indignazione generale fa sì che venga avviato un processo contro di lui, pertanto Dima decide di nascondersi presso un monastero fingendosi il suo amico parroco.